# ТМ-35
ТМ-35 — советская противотанковая мина нажимного действия.
Одна из первых разработанных в СССР противотанковых мин, принятая на вооружение в 1935 году. В 1939 году был создан вариант мины ТМ-35М с увеличенным зарядом взрывчатки. 
После начала Великой Отечественной войны производство мин ТМ-35 было прекращено.

## Конструкция
ТМ-35 мина противотанковая противогусеничная нажимного действия. Взрыв происходит при наезжании гусеницей танка или колесом автомобиля на верхнюю крышку мины.
Мина представляла собой металлическую коробку с откидной на петлях крышкой. Внутри коробки помещался заряд взрывчатки и устанавливался взрыватель.

## Боевое применение
Применялась Красной Армией в начальный период Великой Отечественной войны.